# Espina ilíaca anterosuperior
L'espina ilíaca anterosuperior (EIAS) és una eminència mamiforme de l’⁣os ilíac i un relleu important de l'anatomia superficial. Es refereix a l'extrem anterior de la cresta ilíaca de la pelvis. Proporciona unió per al lligament inguinal i el múscul sartori. El múscul tensor de la fàscia lata s'uneix a l'aspecte lateral de l'espina ilíaca anterior superior, i també al voltant de 5 cm de distància al tubercle ilíac.

## Estructura
L'espina ilíaca anterosuperior fa referència a l'extremitat anterior de la cresta ilíaca de la pelvis. Aquesta és una fita de superfície clau i fàcil de palpar. Proporciona unió per al lligament inguinal, el múscul sartori, i el múscul tensor de la fàscia lata.
Una varietat d'estructures es troben a prop de l'espina ilíaca anterosuperior, incloent-hi el nervi subcostal, l’⁣artèria femoral (que passa entre aquesta i la símfisi púbica), i el nervi iliohipogàstric.

## Importància clínica
L'espina ilíaca anterior superior proporciona una pista per identificar algunes altres fites clíniques, com ara el punt de McBurney, la línia Roser-Nélaton i la longitud real de la cama. És un relleu ossi important per a diversos enfocaments quirúrgics, com ara el tractament de l'hèrnia inguinal. La gravetat dels símptomes de lesió al nervi iliohipogàstric pot mostrar si el dany es va produir per sobre o per sota de l'espina ilíaca anterior superior.
L'os es pot extreure de la cresta ilíaca propera per utilitzar-lo en altres llocs del cos. Com que el nervi subcostal es troba a prop de l'espina ilíaca anterosuperior, aquest corre risc de lesió.
El tracte iliotibial es pot irritar en el punt on passa per sobre de l'espina ilíaca anterior superior en la síndrome de la banda iliotibial.

La línia al voltant de l'espina ilíaca anterior superior es considera un lloc "discret" per ocultar cicatrius de cirurgia estètica.

## Imatges addicionals

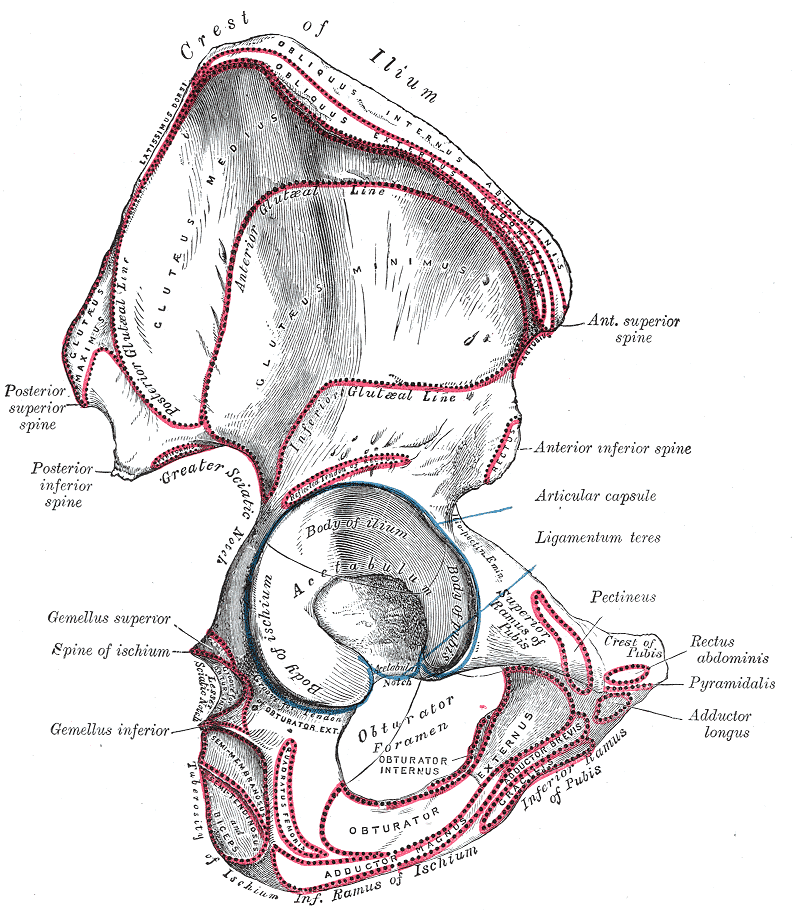
Pelvis dreta. Cara externa
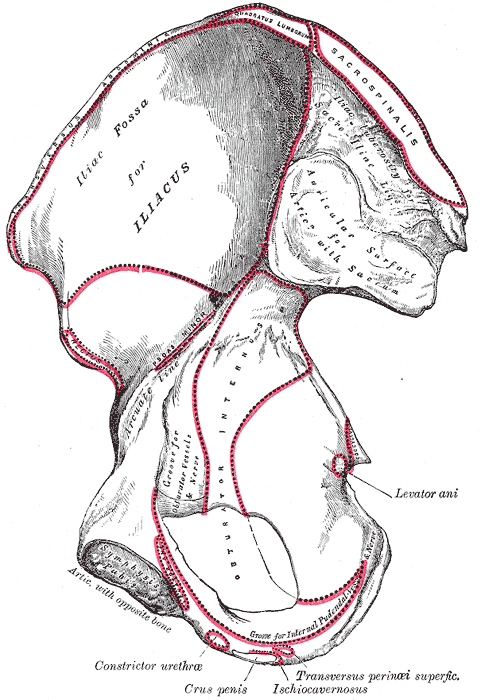
Pelvis dreta. Cara interna.
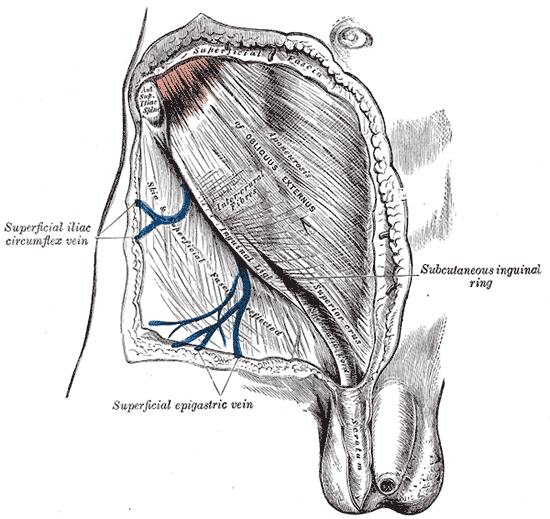
L'anell inguinal subcutani
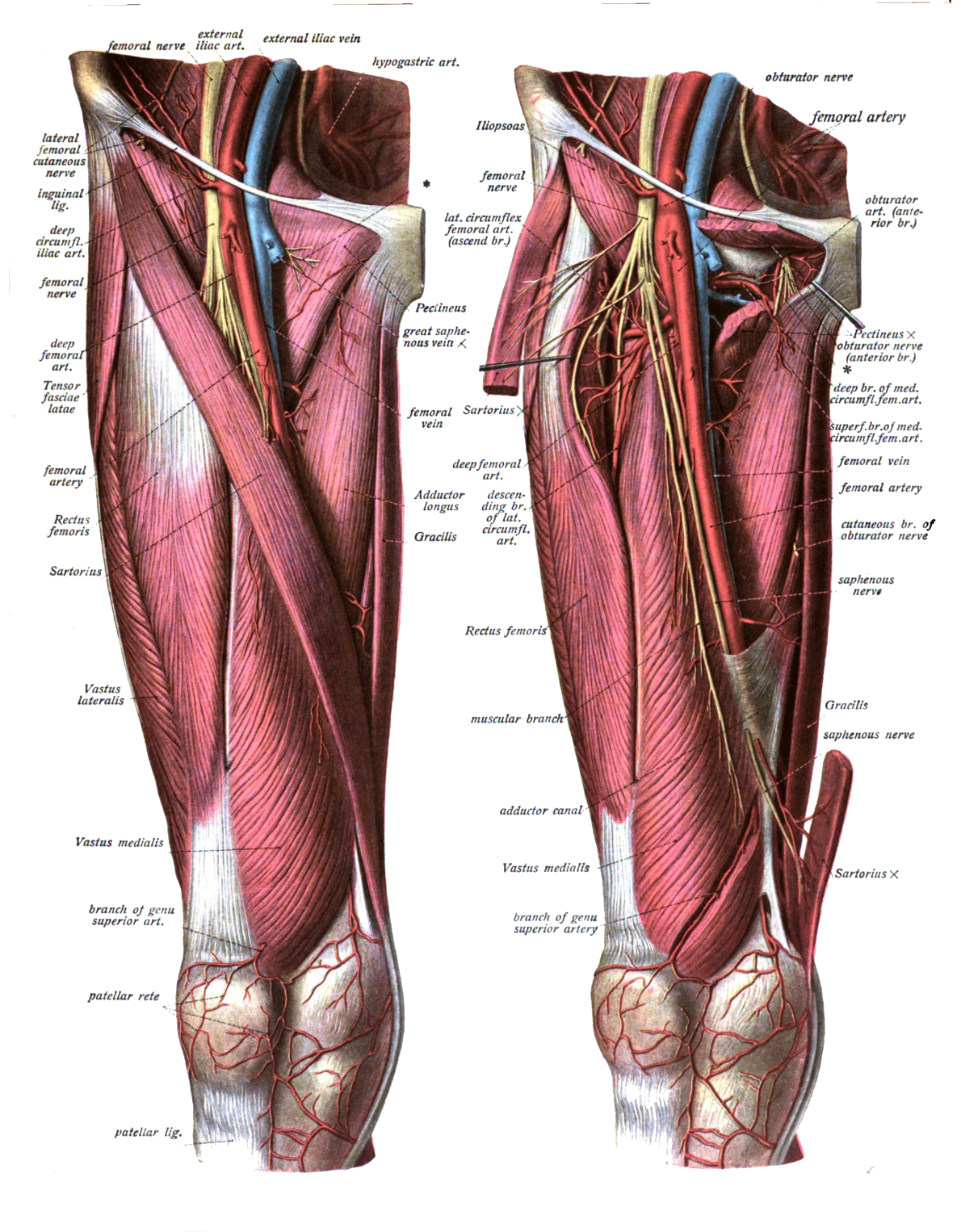
EIAS visible a dalt a l'esquerra com a origen de diferents músculs (sartori i tensor de la fàscia lata).
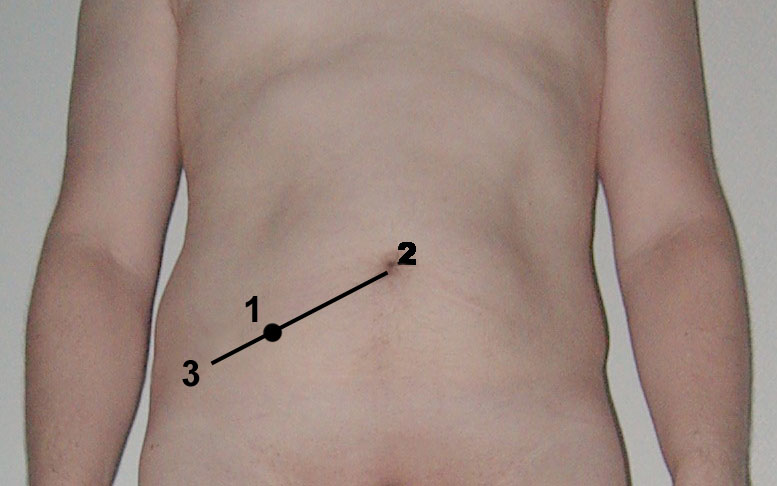
Localització del punt de McBurney (1), el qual es troba dos terços de la distància des del melic (2) cap al EIAS(3).